# 萨尔姆塔尔
萨尔姆塔尔是德国莱茵兰-普法尔茨州的一个市镇。总面积14.09平方公里，总人口2365人，其中男性1129人，女性1236人（2011年12月31日），人口密度168人/平方公里。